# صموئيل د. بيرغر
صموئيل د. بيرغر (بالإنجليزية: Samuel D. Berger)‏ هو دبلوماسي أمريكي، ولد في 6 ديسمبر 1911 في غلوفرسفيل في الولايات المتحدة، وتوفي في 12 فبراير 1980 في واشنطن العاصمة في الولايات المتحدة.

## وصلات خارجية
- صموئيل بيرغر على موقع إن إن دي بي (الإنجليزية)